# Касай, Нориаки
Нориаки Касай (яп. 葛西 紀明 Касай Нориаки, род. 6 июня 1972 года в пос. Симокава уезда Камикава губернаторства Хоккайдо) — японский прыгун с трамплина, трёхкратный призёр Олимпийских игр (1994 и 2014), многократный призёр чемпионатов мира, чемпион мира по полётам на лыжах.
Рекордсмен среди мужчин по количеству участий в зимних Олимпийских играх (8 раз подряд в 1992—2018 годах). На протяжении 28 лет (1989—2017) участник 13 чемпионатов мира по лыжным видам спорта (больше всех в истории). Рекордсмен по количеству стартов на этапах Кубка мира — более 560 по состоянию на январь 2021 года. Последние два достижения отмечены в Книге рекордов Гиннесса.

## Спортивная биография

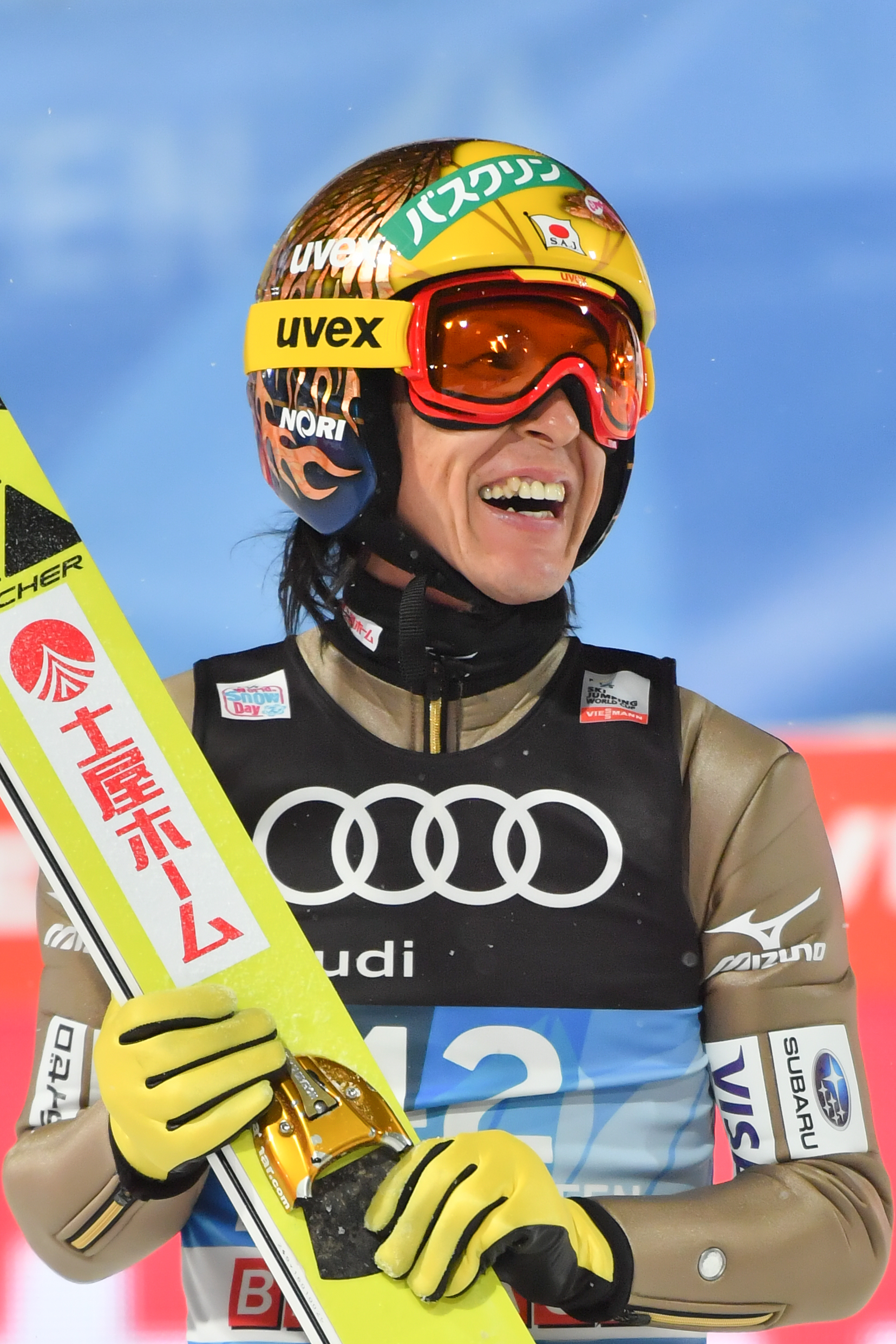
Касай в 2017 году

В Кубке мира Касай дебютировал в середине декабря 1988 года на этапе в Саппоро. В марте 1992 года одержал свою первую победу на этапе Кубка мира. Всего на сегодняшний момент имеет 20 побед на этапах Кубка мира, 17 в личных соревнованиях и 3 в командных. Лучшим достижением по итогам Кубка мира для Касая являются третьи места в сезонах 1992/93 и 1998/99. Третье место в сезоне 1992/93 стало первым подобным достижением для прыгунов из Японии в общем зачёте Кубка мира (за всю историю Кубка мира кроме Касая в тройку лучших по итогам сезона попадали только Кадзуёси Фунаки и Рёю Кобаяси).
На Олимпиаде-1992 в Альбервиле стал 4-м в командных соревнованиях, в личных дисциплинах показал следующие результаты: нормальный трамплин — 31-е место, большой трамплин — 26-е место.
На Олимпиаде-1994 в Лиллехаммере выиграл серебро в командных соревнованиях (золота японцев лишил крайне неудачный самый последний прыжок в исполнении Масахико Харады), в личных дисциплинах показал Касай следующие результаты: нормальный трамплин — 5-е место, большой трамплин — 14-е место.
На Олимпиаде-1998 в Нагано был 7-м на нормальном трамплине. В командных соревнованиях японская сборная одержала победу, однако Касай не попал в состав.
На Олимпиаде-2002 в Солт-Лейк-Сити показал следующие результаты: нормальный трамплин — 49-е место, большой трамплин — 41-е место.
Принимал участие в Олимпиаде-2006 в Турине, где был 6-м в команде, 12-м на большом трамплине и 20-м на нормальном трамплине.
На Олимпиаде-2010 в Ванкувере стартовал во всех трёх дисциплинах, стал 5-м в команде, 17-м на нормальном трамплине и 8-м на большом трамплине.

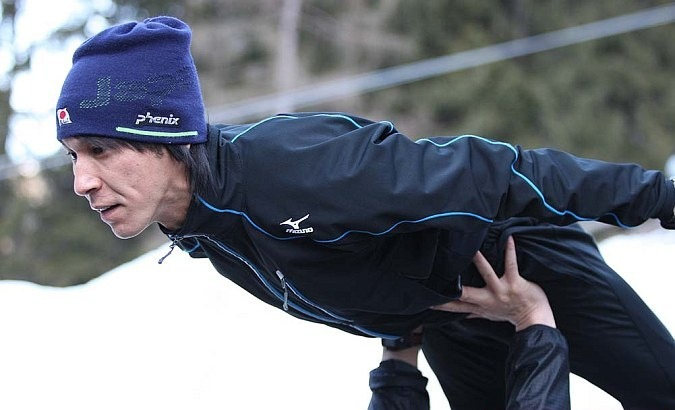
2013 год

На Олимпийских играх 2014 года в Сочи в возрасте 41 года наконец выиграл олимпийскую медаль в личном первенстве, став вторым на трамплине К-125. После этого заявил, что намерен выступить на Олимпийских играх 2018 и 2022 годов.
Нориаки является самым возрастным победителем этапа Кубка мира, одержав победу в Куусамо в конце ноября 2014 года, когда ему было 42 года и 5 месяцев.
На Олимпийских играх 2018 года в Пхёнчхане остался без медалей: 21-е место на нормальном трамплине, 33-е место на большом трамплине и 6-е место в команде. После Игр в Корее заявил, что хочет выступить на Олимпийских играх 2022 года в Пекине.
Из-за неудачного выступления в Кубке мира 2018/19 не сумел отобраться в сборную Японии на чемпионате мира 2019 года в Зефельде.
2 февраля 2020 года в Саппоро вышел на старт этапа Кубка мира в возрасте 47 лет и 7 месяцев и занял 36-е место. После этого на старт этапов Кубка мира не выходил. После декабря 2020 года не выступал за пределами Японии.
17 февраля 2024 года в возрасте 51 года и 8 месяцев выступил на этапе Кубка мира в Саппоро впервые за 4 года. Касай занял 30-е место среди 50 участников и набрал одно очко в зачёт Кубка мира. С момента дебюта Нориаки в Кубке мира прошло более 35 лет.
За свою карьеру в 1989—2017 годах участвовал в 13 чемпионатах мира (пропустил чемпионаты мира 1995 и 1997 годов), на которых завоевал две серебряные и пять бронзовых медалей. Выиграл золото полётного чемпионата мира в 1992 году.
Использует лыжи фирмы Fischer.

## Результаты на крупнейших соревнованиях

### Зимние Олимпийские игры
| Олимпийские игры    | Средний трамплин | Большой трамплин | Команда |
| ------------------- | ---------------- | ---------------- | ------- |
| 1992 Альбервиль     | 31               | 26               | 4       |
| 1994 Лиллехаммер    | 5                | 14               | 2       |
| 1998 Нагано         | 7                | —                | —       |
| 2002 Солт-Лейк-Сити | 49               | 41               | —       |
| 2006 Турин          | 20               | 12               | 6       |
| 2010 Ванкувер       | 17               | 8                | 5       |
| 2014 Сочи           | 7                | 2                | 3       |
| 2018 Пхёнчхан       | 21               | 33               | 6       |

### Чемпионаты мира по лыжным видам спорта
| Чемпионат мира      | Средний трамплин | Большой трамплин | Нормальный трамплин, команда | Большой трамплин, команда | Нормальный трамплин, смешанная команда |
| ------------------- | ---------------- | ---------------- | ---------------------------- | ------------------------- | -------------------------------------- |
| 1989 Лахти          | 54               | 57               | н/д                          | 15                        | н/д                                    |
| 1991 Валь-ди-Фьемме | —                | 36               | н/д                          | 11                        | н/д                                    |
| 1993 Фалун          | 10               | 37               | н/д                          | 5                         | н/д                                    |
| 1995 Тандер-Бей     | Не выступал      | Не выступал      | Не выступал                  | Не выступал               | Не выступал                            |
| 1997 Тронхейм       | Не выступал      | Не выступал      | Не выступал                  | Не выступал               | Не выступал                            |
| 1999 Рамзау         | 5                | 10               | н/д                          | 2                         | н/д                                    |
| 2001 Лахти          | 8                | 19               | 4                            | 4                         | н/д                                    |
| 2003 Валь-ди-Фьемме | 3                | 3                | н/д                          | 2                         | н/д                                    |
| 2005 Оберстдорф     | 21               | 36               | 9                            | 10                        | н/д                                    |
| 2007 Саппоро        | 34               | 24               | н/д                          | 3                         | н/д                                    |
| 2009 Либерец        | 30               | 32               | н/д                          | 3                         | н/д                                    |
| 2011 Осло           | 26               | 24               | 5                            | 6                         | н/д                                    |
| 2013 Валь-ди-Фьемме | 35               | 22               | н/д                          | 5                         | —                                      |
| 2015 Фалун          | 35               | 11               | н/д                          | 4                         | 3                                      |
| 2017 Лахти          | 28               | 32               | н/д                          | 7                         | —                                      |
| 2019 Зефельд        | Не выступал      | Не выступал      | Не выступал                  | Не выступал               | Не выступал                            |

### Победы в Кубке мира
| № п/п | Дата            | Место проведения    | Трамплин | Первая попытка, м | Вторая попытка, м | Очки  |
| ----- | --------------- | ------------------- | -------- | ----------------- | ----------------- | ----- |
| 1.    | 21 марта 1992   | Гаррахов            | K-180    | 182,0             | 182,0             | 392,5 |
| 2.    | 1 января 1993   | Гармиш-Партенкирхен | K-107    | 108,5             | 97,5              | 220,8 |
| 3.    | 23 января 1993  | Предаццо            | K-120    | 122,5             | 115,5             | 223,2 |
| 4.    | 6 марта 1993    | Лахти               | K-90     | 90,0              | 89,5              | 235,2 |
| 5.    | 9 января 1994   | Мурау               | K-120    | 114,0             | 115,0             | 214,2 |
| 6.    | 22 марта 1998   | Планица             | K-120    | 147,5             | 131,0             | 298,3 |
| 7.    | 3 января 1999   | Инсбрук             | K-108    | 109,5             | 108,0             | 232,5 |
| 8.    | 29 января 1999  | Виллинген           | K-120    | 132,5             | 124,5             | 266,1 |
| 9.    | 31 января 1999  | Виллинген           | K-120    | 127,0             | 128,0             | 261,5 |
| 10.   | 9 марта 1999    | Тронхейм            | K-120    | 132,5             | 127,5             | 270,0 |
| 11.   | 14 марта 1999   | Осло                | K-115    | 123,0             | 117,5             | 253,4 |
| 12.   | 21 марта 1999   | Планица             | K-185    | 196,5             | 214,0             | 398,1 |
| 13.   | 1 января 2001   | Гармиш-Партенкирхен | K-115    | 120,0             | 122,0             | 257,6 |
| 14.   | 9 февраля 2003  | Виллинген           | K-120    | 147,0             | —                 | 167,1 |
| 15.   | 28 февраля 2004 | Парк-Сити           | K-120    | 120,5             | 122,5             | 235,9 |
| 16.   | 11 января 2014  | Тауплиц             | K-185    | 196,0             | 197,0             | 391,6 |
| 17.   | 29 ноября 2014  | Куусамо             | K-120    | 145,0             | 131,5             | 272,2 |

Примечания
1. ↑  Победа разделена с Симоном Амманом